# Тарноруда (Хмельницкая область)
Тарноруда (укр. Тарноруда) — село в Волочисском районе Хмельницкой области Украины.
Население по переписи 2001 года составляло 665 человек. Почтовый индекс — 31245. Телефонный код — 3845. Занимает площадь 1,52 км². Код КОАТУУ — 6820987601.

## Местный совет
31245, Хмельницкая обл., Волочисский р-н, с. Тарноруда

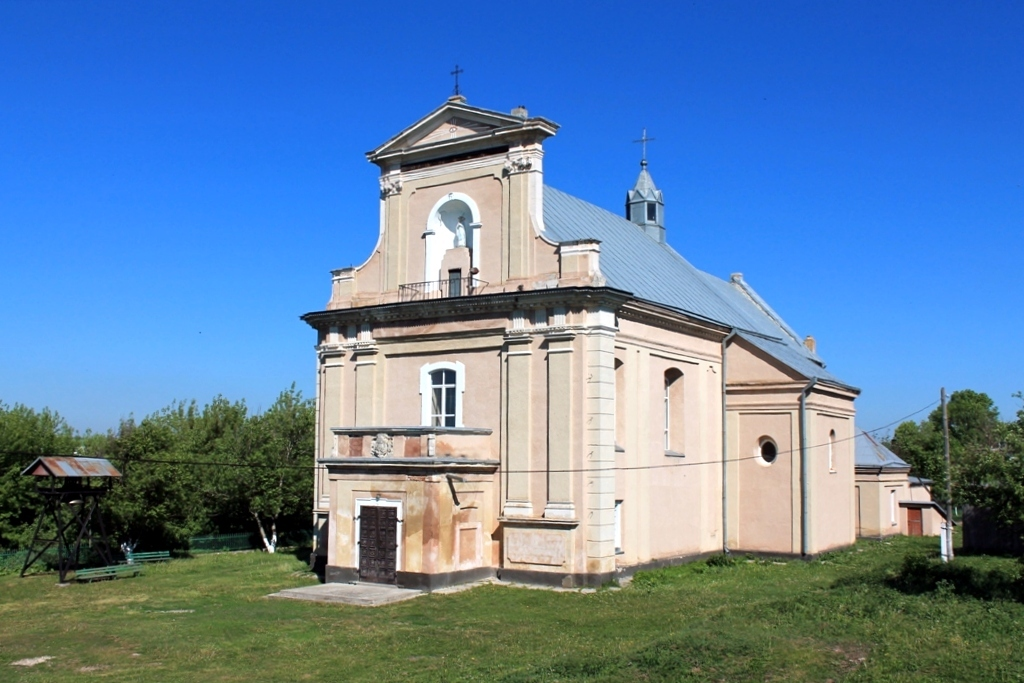
Костёл Божей Матери
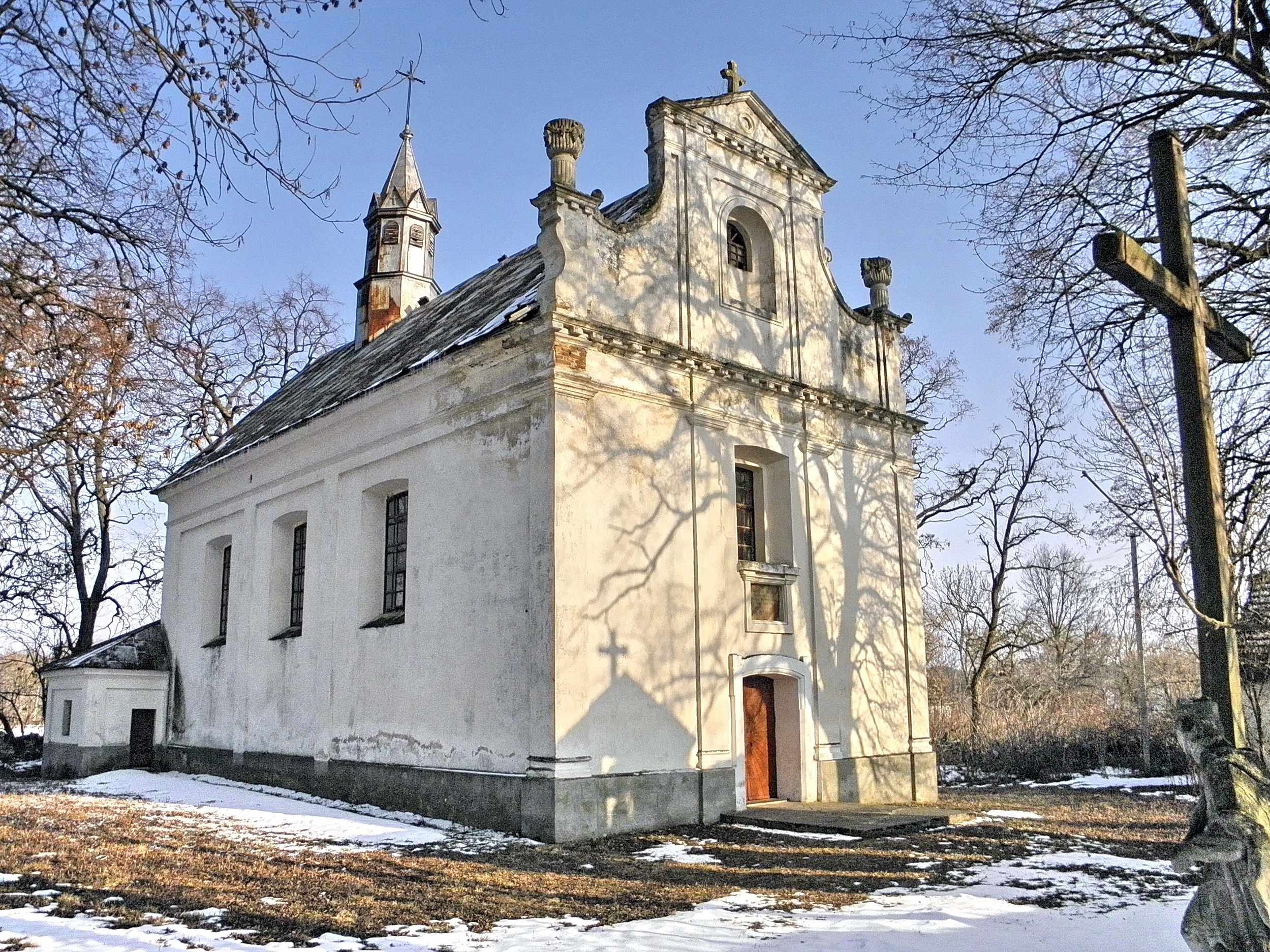
Костёл Святого Станислава
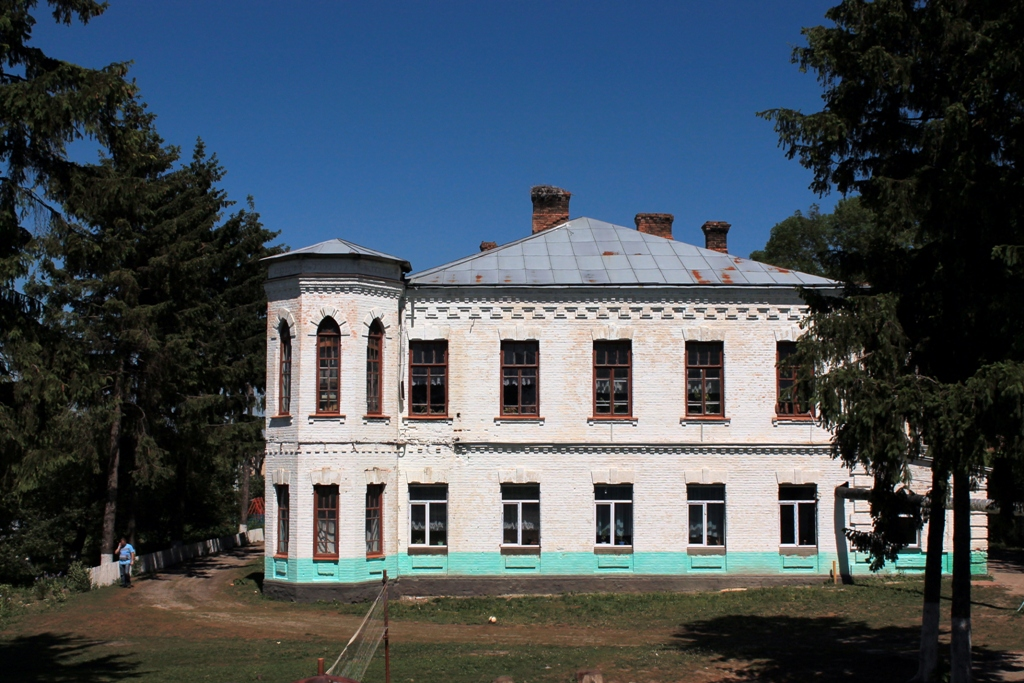
Усадьба Мордвинова